# Ivăneasa
Ivăneasa – wieś w Rumunii, w okręgu Bistrița-Năsăud, w gminie Ilva Mare. W 2011 roku liczyła 498 mieszkańców.